# Згалево
Зга̀лево е село в Северна България. То се намира в община Пордим, област Плевен.

## География
Селото се намира на територията на община Пордим, на 18 км от областния център Плевен и на 4 км от общинския център Пордим. Разположено е на неравна местност, известна под наименованието Згалевският баир. В близост до селото приблизително на 3 км северно минава жп линията София-Варна. На запад от селото се намира най-високата точка на Северна България – Средния връх (303 м надморска височина). Згалевското землище е богато на подземни и изворни води.

## История
През Руско-турската война 1877 – 1878 г. край селото са разположени значителни руски сили. На 19 август 1877 г. Осман паша напуска Плевен с голяма част от войските си и прави опит за пробив при селото. Проведена е битката при Пелишат-Згалево, завършила с отблъскването на турските войски обратно в Плевен. Във връзка с тази битка в селото има издигнати няколко паметника на загинали войници и офицери.

### Паметници
| паметник на                          | в памет на                                                | изображения | изображения | изображения |
| ------------------------------------ | --------------------------------------------------------- | ----------- | ----------- | ----------- |
| 20 Галицки полк                      | портупей-юнкер Пороусенко 22 нисши чина                   |             |             |             |
| 118 Шуйски полк 120 Серпуховски полк | 8 нисши чина 1 нисш чин                                   |             |             |             |
| 5 артилерийска бригада               | щабс-капитан Винокуров щабс-капитан Гурков поручик Иванов |             |             |             |
| 11 Чугуевски улански полк            | 2 нисши чина                                              |             |             |             |
| 123 Козловски полк                   | щабс-капитан Доброволски                                  |             |             |             |

## Редовни събития
- Згалевският събор. Една седмица преди този на Пордим, т.е. последната събота или неделя на месец октомври.
- Майски празници (първата или втората седмица на май месец)

## Други
- В местността на с. Згалево е зажънал първият съветски комбайн в България